# شارع باستور (طنجة)
شارع باستور هو شارع يوجد بمدينة طنجة شمال المملكة المغربية.

## نقط الالتقاء
- زنقة أنوال
- زتقة خالد بن الوليد
- زنقة عمرو العباس
- زنقة الأمير مولاي عبد الله

## روابط خارجية
- http://data.bnf.fr/12647621/tanger__maroc__--_boulevard_pasteur/